# Blue rondo a la turk/Concerto n. 3
Blue rondo à la turk / Concerto n. 3 è un 45 giri strumentale del gruppo italiano Le Orme, pubblicato nel 1973.

## Descrizione
I due brani strumentali che compongono il singolo facevano parte del repertorio concertistico delle Orme sin dalla fine degli anni sessanta, quando il gruppo incideva con la casa discografica CAR Juke Box; entrambi furono registrati nel 1969 con il batterista Dave Baker in sostituzione di Michi Dei Rossi, allora impegnato nel servizio militare. L'incisione rappresenta uno dei primi documenti dell'evoluzione musicale del gruppo dal beat di Ad Gloriam al rock progressivo degli anni seguenti, nonché della nuova formazione a tre elementi che sarebbe rimasta invariata fino al 1975.
Blue Rondo à la Turk è la rilettura dell'omonimo brano jazz del Dave Brubeck Quartet dall'album Time Out del 1959. L'arrangiamento delle Orme presenta inequivocabili analogie con quello del gruppo inglese The Nice intitolato Rondo, dall'album The Thoughts of Emerlist Davjack del 1968. Diversamente da The Nice, Le Orme in un breve passaggio della loro versione recuperano il metro originario in 9/8 del brano di Brubeck.
Concerto n. 3 è una rivisitazione semplificata del primo movimento (Allegro) del Concerto brandeburghese n. 3 di Johann Sebastian Bach. Anche l'arrangiamento di questo brano è in parte ispirato a The Nice, precisamente al segmento della suite Ars Longa Vita Brevis intitolato 3rd Movement: Acceptance 'Brandenburger', del quale Le Orme riprendono anche il riff di apertura.
Nel 1970, il trio – stavolta con Michi Dei Rossi alla batteria – eseguì dal vivo Blue Rondo à la Turk nel programma televisivo della RAI Speciale per voi. Subito prima dell'esibizione, il presentatore Renzo Arbore chiese a Tony Pagliuca in quale genere musicale il gruppo si inquadrasse e il tastierista, presumibilmente imbarazzato, rispose con il monosillabo: «pop».

## Pubblicazione e accoglienza
Nelle intenzioni del gruppo, l'incisione avrebbe dovuto rimanere un provino non destinato alla pubblicazione. Tuttavia nel 1973, sulla scia del successo ottenuto nel frattempo da Le Orme con la Philips Records, la CAR Juke Box decise di propria iniziativa di riciclare vecchio materiale del gruppo – come aveva già fatto nel 1970 con l'album antologico L'aurora delle Orme – e pubblicò i due provini su 45 giri, facendo apporre in copertina la dicitura: «È un disco da intenditori». A differenza dei singoli pubblicati da Le Orme con la Philips nello stesso periodo, questo non ebbe un grosso riscontro di vendite e fu anche una delle ultime uscite della CAR Juke Box, la quale appena due anni più tardi terminò la propria attività.

## Formazione
- Aldo Tagliapietra - basso
- Tony Pagliuca - tastiere
- Dave Baker - batteria